# Piazza del Plebiscito
Piazza del Plebiscito (già largo di Palazzo o Foro Regio) è una piazza di Napoli posizionata al termine di via Toledo, non appena oltrepassata piazza Trieste e Trento.
Ubicata nel centro storico, tra il lungomare e via Toledo, con una superficie di circa 25 000 metri quadrati la piazza si presenta come una delle più grandi della città e d'Italia e per questo è quella più utilizzata per le grandi manifestazioni.

## Storia

### Da Largo di Santo Loise a Largo di Palazzo
Uno slargo nel sito sul quale insiste oggi piazza Plebiscito esisteva già intorno al 1543 in conseguenza alla costruzione di un palazzo Vicereale, voluto da Pedro Álvarez de Toledo y Zúñiga; l'intervento, diretto dagli architetti Ferdinando Manlio e Giovanni Benincasa, richiese infatti l'espropriazione di parte del terreno dei conventi di Santo Spirito e di San Luigi per realizzare «una spianata» e una strada «innanzi la chiesa di Santo Loise».
Fu solo con l'edificazione dell'attuale palazzo Reale di Napoli, tuttavia, che ebbe effettivamente inizio la storia di piazza Plebiscito. Il progetto venne affidato a Domenico Fontana, che - memore della lezione romana - decise di rivolgere la nuova residenza vicereale non più verso la «strada Toledana», bensì verso il nascente slargo, opportunamente livellato così da fornire una scenografica quinta architettonica alla costruenda fabbrica. In questo modo, l'architetto ebbe anche l'opportunità di far dialogare tra di loro «lo spazio chiuso della vecchia città e lo spazio aperto della marina», come ricordato da Giulio Carlo Argan.
Una volta completato il palazzo Reale lo slargo, finalmente battezzato «largo di Palazzo», divenne rapidamente il centro vitale della città, oltre che un'area pubblica di rappresentanza di tutto rilievo. «Polo decisionale e centro della vita cortigiana», il Largo ebbe anche il merito di creare un polo d'attrazione per la classe aristocratica e nobile, ancora restia a insediarsi oltre il perimetro del centro storico.

### Il Largo di Palazzo in età vicereale e borbonica

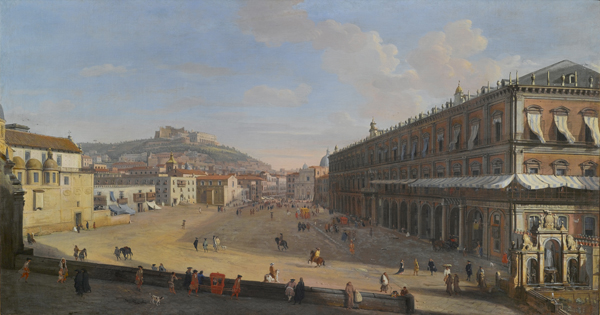
Veduta del Largo di Palazzo di Gaspar van Wittel

Quando il potere vicereale si insediò stabilmente nel palazzo Reale, il Largo non aveva una conformazione adeguata di piazza. I diversi viceré che si susseguirono nel tempo, d'altro canto, non si occuparono di predisporre un progetto urbanistico di vasto respiro, cercando invece di restituire una configurazione architettonica unitaria mediante l'allestimento di numerose e ricche «sistemazioni effimere». Nel primo ventennio del Seicento, per esempio, il lato del Largo rivolto verso il mare venne abbellito con diversi elementi scultorei, tra cui una maestosa fontana a tre archi progettata da Pietro Bernini e Michelangelo Naccherino, ed un colossale busto di Giove rinvenuto a Cuma, meglio noto come Gigante di Palazzo.

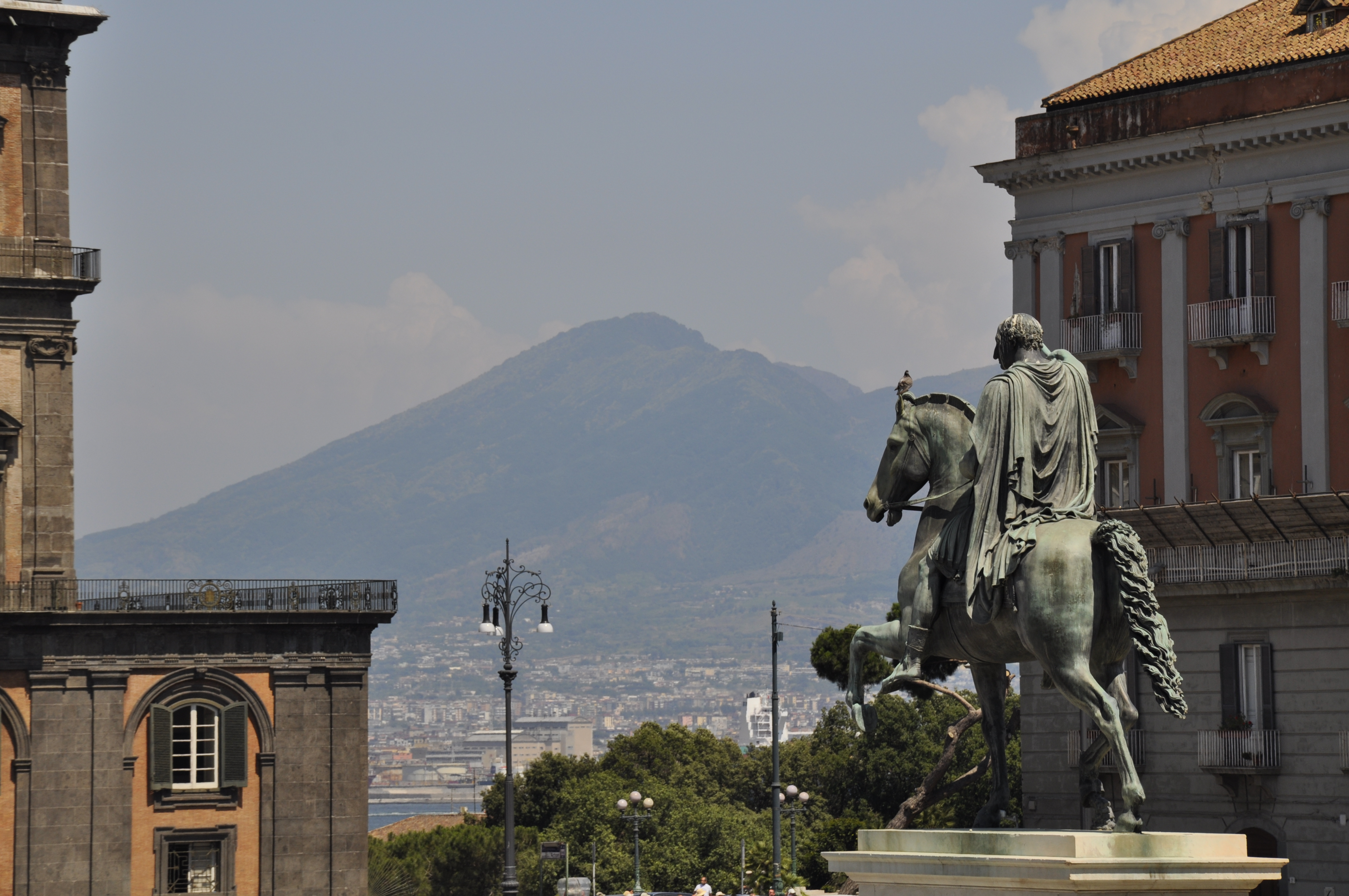
Vista del Vesuvio dalla piazza.

Non di rado, inoltre, il Largo veniva abbellito da scenografici addobbi, spesso allestiti in occasione di eventi legati alla famiglia reale, come attestato nelle incisioni di Nicolas Perrey. Per il primo intervento architettonico di rilievo bisognerà attendere gli ultimi decenni del Settecento, quando venne costruito su progetto di Francesco Sicuro il Palazzo per i Ministri di Stato borbonici: l'edificazione di questa fabbrica, infatti, comportò l'adozione di una nuova sistemazione viaria, oltre che profonde mutazioni urbanistiche.

### Il progetto per il Foro Gioacchino

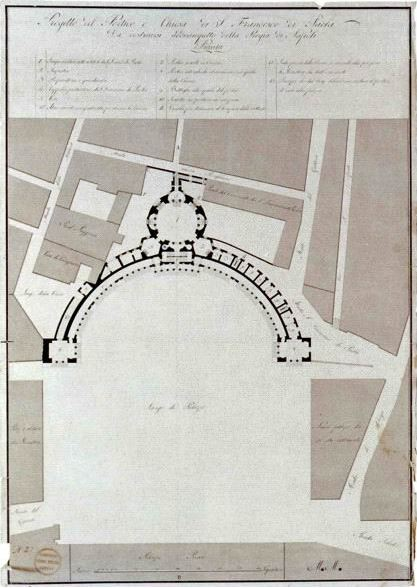
Il progetto per l'emiciclo porticato steso durante la parentesi napoleonica

Nonostante i ripetuti interessamenti, fu solo all'inizio dell'Ottocento, durante il periodo napoleonico, che la piazza cambiò completamente volto. Il nuovo re Gioacchino Murat, nel solco dei vasti rinnovi urbani che stavano coinvolgendo la Francia e l'Europa illuminista, intendeva infatti sostituire quello che era sostanzialmente uno Slargo irregolare con una piazza geometricamente ben definita; solo in questo modo si sarebbe infusa maggiore vitalità ad uno dei maggiori punti focali cittadini, in quanto davanti alla Reggia.
Obiettivo dei Napoleonidi era quello di conferire maggiore grandiosità architettonica al Largo, tramite un modello monumentale che impiegava due quinte architettoniche contrastanti, fiancheggiate da elementi neutri (in questo caso, rispettivamente il porticato semicircolare, la Reggia e i palazzi gemelli).
Decisiva, in tal senso, fu la legge del 7 agosto 1809, che ordinò in tutto il regno di Napoli la soppressione dei monasteri; l'abbattimento dei diversi conventi preesistenti, infatti, portò la superficie totale della piazza a triplicarsi, da 9000 a più di 23 000 m2. In questo modo, Murat già nel 1809 poté sancire l'inizio dei lavori per la «Grande e pubblica piazza», il cosiddetto «Foro Gioacchino», da realizzare sotto la direzione dell'architetto napoletano Leopoldo Laperuta, coadiuvato da Antonio De Simone. Per la descrizione della prospettiva progettuale murattiana, si rimanda all'esposizione di Teresa Colletta:
I lavori per la costruzione del Foro Gioacchino, che proseguirono fino al 1815, portarono all'erezione dei due palazzi gemelli (il Palazzo dei Ministri di Stato e il Palazzo per il Ministero degli Esteri), mentre dell'edificio erano complete solo le fondamenta.

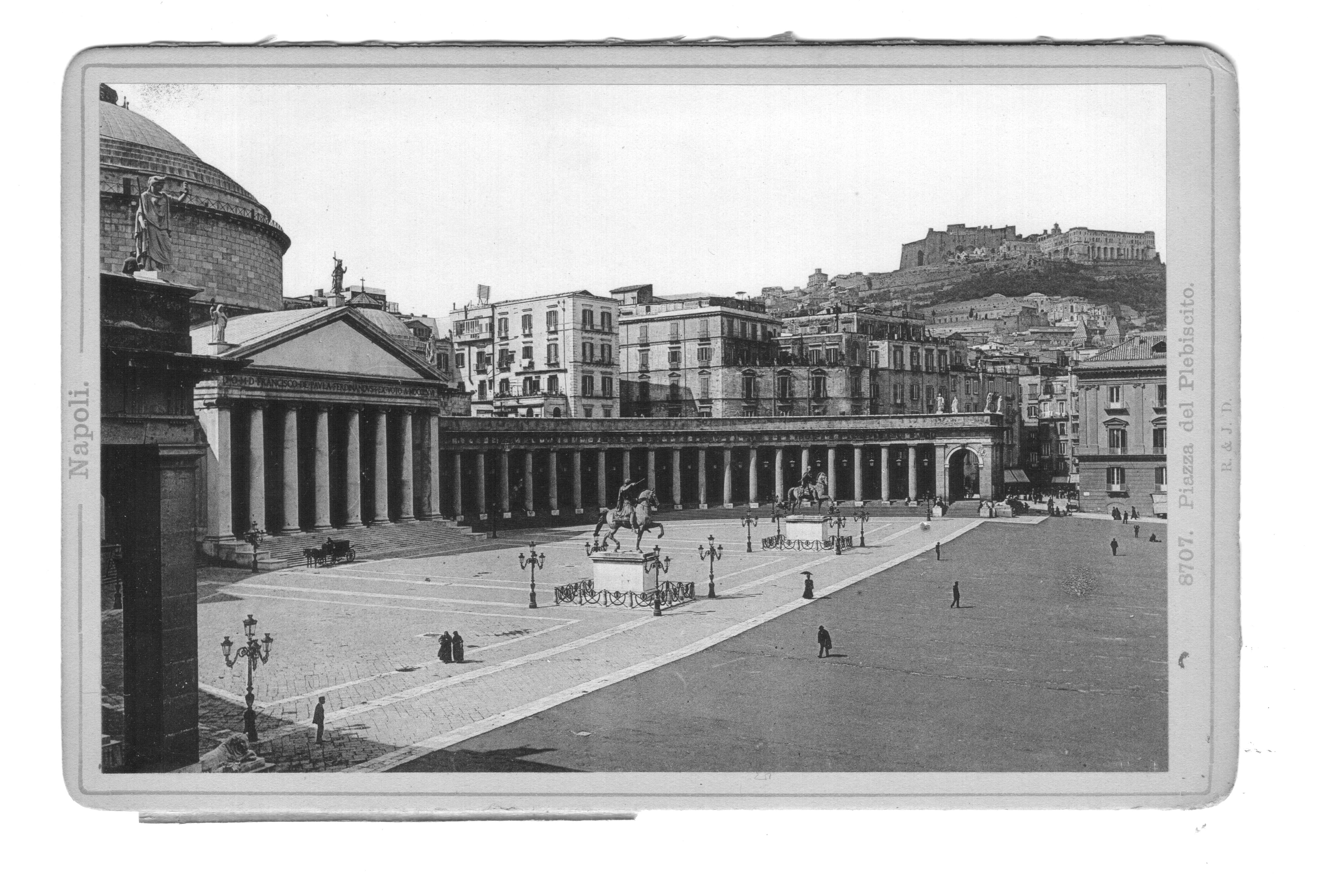
La chiesa di San Francesco di Paola in una foto d'epoca

### Piazza di San Francesco
Con il ristabilimento sul trono di Napoli di re, avvenuto nell'ambito della Restaurazione, i lavori per l'erezione del Foro Gioacchino vennero bruscamente interrotti. Re Ferdinando, infatti, mal gradiva le intenzioni murattiane di costruire un edificio centrale consacrato ai fasti dei Napoleonidi, e antiteticamente decise di edificare sulla stessa area un «Foro Ferdinandeo», con la conseguente realizzazione di una chiesa cristiana consacrata a Francesco da Paola, come voto nei confronti di quel santo che aveva intercesso per lui affinché si restaurasse la corona borbonica. Il disegno generale della piazza e i due palazzi gemelli, invece, vennero conservati.
Per la realizzazione della fabbrica religiosa, venne indetto un nuovo Bando di Concorso, vinto dall'architetto luganese Pietro Bianchi. Il Bianchi collocò al termine dell'emiciclo due statue equestri, di Carlo e Ferdinando di Borbone (la cui realizzazione venne commissionata al Canova), ed edificò un'esedra porticata a semicerchio, senza continuità verso il retrostante quartiere di Pizzofalcone, così da conferire alla piazza un tono maggiormente aulico e monumentale.
La piazza Ferdinandea, o di San Francesco di Paola, venne solennemente inaugurata nel 1846.

### XX e XXI secolo
L'attuale nome della piazza fu scelto dopo che il plebiscito del 21 ottobre 1860 decretò l'annessione del Regno delle Due Sicilie al Regno di Sardegna, che assunse dal 17 marzo 1861 il nome di Regno d'Italia.
Nel 1885 al centro della piazza venne installata una monumentale fontana, elaborata su progetto di Federico Travaglini in occasione dell'inaugurazione del nuovo acquedotto del Serino. Alla cerimonia di attivazione della fontana, avvenuta il 10 maggio, parteciparono Re Umberto I e la sua consorte Margherita. La fontana venne smontata negli anni '10 del XX secolo e conservata nei depositi comunali. Nel 1985, in occasione del centenario dell'inaugurazione dell'acquedotto del Serino, venne posizionata una copia della fontana originale, mai più ritrovata, e anche questa volta fu in seguito smontata.
Nel 1963 un'ordinanza comunale trasformò la piazza in un parcheggio pubblico per far fronte all'incremento incontrollato di autovetture in città. La piazza rimase così deturpata (fra l'altro, oltre al parcheggio vi era anche un'estesa area di stazionamento dei bus del trasporto pubblico a ridosso della carreggiata, ed accolse perfino un ampio cantiere per la realizzazione della Linea Tranviaria Rapida verso la fine degli anni ottanta) fino a quando nel 1994, in occasione del vertice dei G7, la giunta Bassolino le restituì dignità, dapprima sostituendo l'asfalto della carreggiata a ridosso di Palazzo Reale con i più tradizionali basoli, e poi pedonalizzandola in toto.
Dalla riforma bassoliniana, piazza del Plebiscito è diventata lo scenario dei principali avvenimenti cittadini e nazionali: dai comizi elettorali ai concerti musicali, alle cerimonie nazionali ai funerali di grandi personalità, quali Pino Daniele. Dal 1995 al 2009 nel periodo natalizio gli enti pubblici hanno finanziato l'installazione al centro della piazza di opere d'arte contemporanea, spesso criticate per i loro costi e la loro difficile comprensione; tra gli artisti che hanno esposto negli ultimi anni si citano Mimmo Paladino, Richard Serra, Rebecca Horn, e Luciano Fabro.

## Descrizione

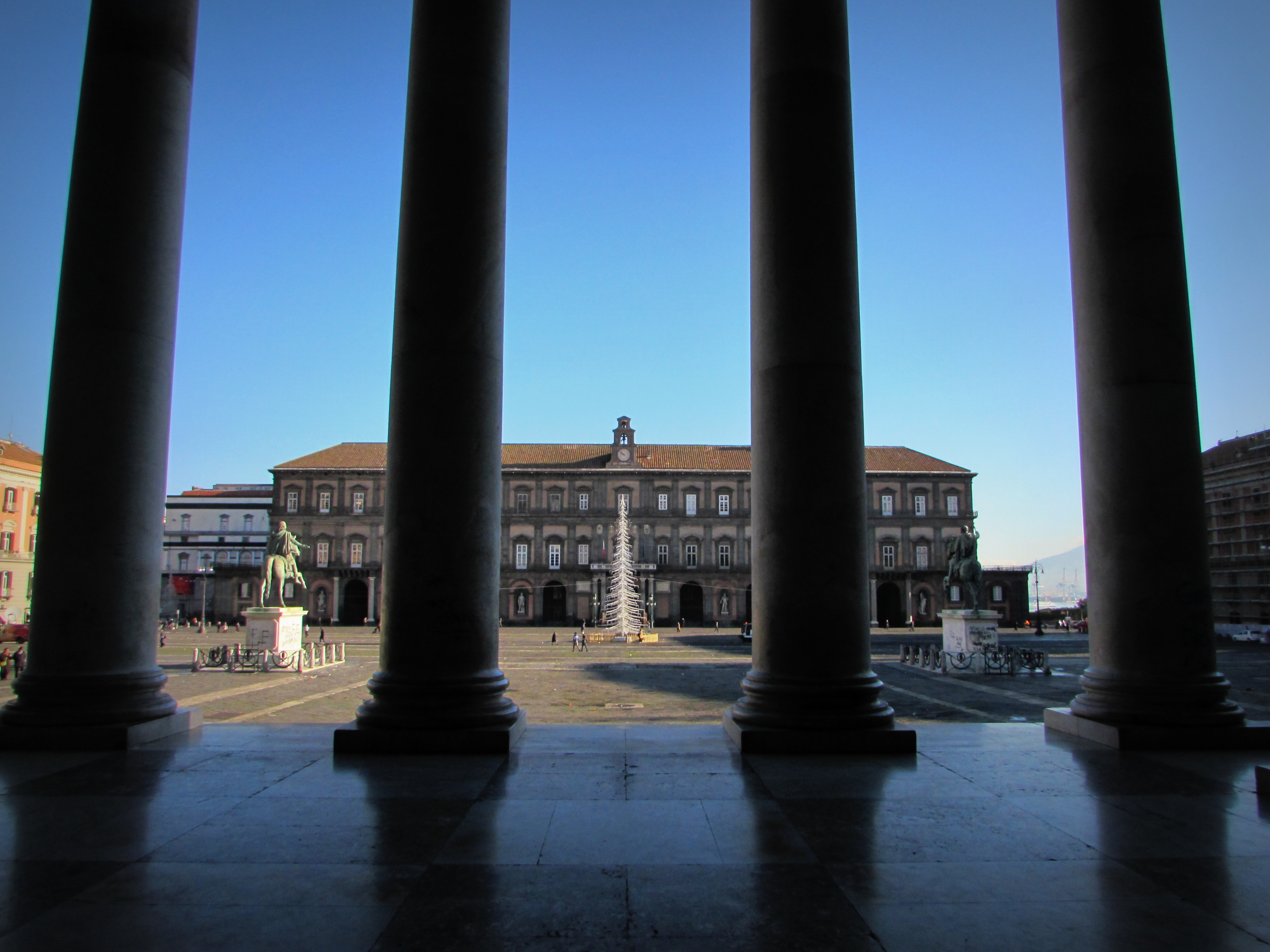
Vista del Palazzo Reale a piazza Plebiscito dal colonnato della basilica

Piazza del Plebiscito può essere suddivisa in due parti distinte: la prima è ai piedi della Basilica e segue una conformazione semicircolare, mentre l'altra - al di sotto dell'asse di chiusura dell'emiciclo - ha una forma rettangolare, determinata nei lati brevi dalle cortine dei palazzi gemelli e nel lato lungo dal profilo del palazzo Reale.
Nei centri dei due quarti di cerchio in cui è frammentato l'emiciclo, lungo l'asse di chiusura del colonnato, si ergono isolate nella piazza le due statue equestri di Carlo di Borbone (iniziatore della dinastia borbonica) e di suo figlio Ferdinando I; la prima realizzata da Antonio Canova, mentre la seconda, iniziata dallo stesso Canova e completata con l'inserimento del cavaliere dallo scultore napoletano Antonio Calì.
Come già accennato, la piazza lateralmente è chiusa da due edifici simmetrici ed identici, gli odierni palazzo della Prefettura (verso l'entroterra) e palazzo Salerno (verso il mare). Questi due, fronteggiandosi, formano un ampio spazio di passeggio finalmente delimitato dal palazzo Reale di Napoli; in questo modo, si viene a creare una scenografica piazza rettangolare con esedra porticata a semicerchio, come nelle intenzioni del Bianchi.

### Pianta
Basilica reale pontificia di San Francesco di Paola

   Statua equestre di Ferdinando I

   Statua equestre di Carlo di Borbone 

   Palazzo della Prefettura

   Palazzo Salerno

   Palazzo Reale di Napoli

## Collegamenti
- Stazione metropolitana   Municipio
- Stazione metropolitana  Chiaia
- Funicolare Centrale